# Alain Vircondelet
 (juin 2019).
Si vous disposez d'ouvrages ou d'articles de référence ou si vous connaissez des sites web de qualité traitant du thème abordé ici, merci de compléter l'article en donnant les références utiles à sa vérifiabilité et en les liant à la section « Notes et références ».
Alain Vircondelet, né le 24 juillet 1947, à Alger, est un écrivain, romancier, essayiste, critique littéraire, historien de l'art et biographe français.

## Biographie
Après avoir fait ses classes au lycée Bugeaud d'Alger, Alain Vircondelet poursuit à la Sorbonne des études de lettres et de philosophie, et obtient un doctorat de 3e cycle en histoire de l'art avec la thèse « Séraphine de Senlis, sa vie, son œuvre » (1984) sous la direction de Bernard Dorival.
D'abord professeur de lettres au lycée privé Saint-Aspais à Melun en 1973 puis au collège Saint-Louis-de-Gonzague à Paris, il entre en 1984 à la faculté des lettres de l'Institut catholique de Paris. 

### Affaire judiciaire
En 2009, il assigne au tribunal le producteur et le scénariste du film Séraphine en les accusant d'avoir plagié sa biographie de Séraphine de Senlis. En 2010, l'auteur du film, Martin Provost, et les productions Diaphana sont condamnés pour contrefaçon.

### Prix
- Grand prix de l'Académie nationale des sciences, belles-lettres et arts de Bordeaux pour l'ensemble de son œuvre, 2010
- Prix Charles Oulmont de la Fondation de France pour Rimbaud, dernier voyage, Écriture, 2021

## Publications

### Biographies
- Séraphine de Senlis, Albin Michel, 1986
- Joris-Karl Huysmans, Plon, 1990
- Le Roman de Jacqueline et Blaise Pascal. La nuit de feu, éditions Flammarion, 1992
- Jean-Paul II, éditions Julliard, 1994
- Charles de Foucaud, éditions du Rocher, 1997
- Albert Camus. Vérité et légendes, éditions du Chêne, 1998
- La Princesse de Lamballe, Flammarion, 1998
- Marguerite à Duras, Édition no 1, 1998
- Mémoires de Balthus, biographie, éditions du Rocher, 2001
- Saint-Exupéry. Vérité et légendes, éditions du Chêne, 2000
- L'Enfance de Jean-Paul II, biographie, éditions du Rocher, 2002
- Sagan, un charmant petit monstre, Flammarion, 2002
- Jean-Paul II, Flammarion, 2004
- Une passion à Venise. Sand et Musset, la légende et la vérité, Plon, 2004
- Antoine et Consuelo de Saint-Exupéry. Un amour de légende, Les Arènes, 2005
- Les Derniers jours de Casanova, Flammarion, 2005
- La Passion de Jean-Paul II, Presses de la Renaissance, 2005
- Sur les pas de Marguerite Duras, Presses de la Renaissance, 2006
- Jésus, Flammarion, 2007
- La Véritable histoire du Petit Prince, Flammarion, 2008
- Séraphine. De la peinture à la folie, Albin Michel, 2008
- Marguerite Duras. Une autre enfance, Éditions Le Bord de l'eau, 2009
- C'étaient Antoine et Consuelo de Saint-Exupéry, Fayard, 2009
- Auprès de Balthus, Éditions du huitième jour, 2010
- Dans les pas de Saint-Exupéry, éditions de l'Œuvre, 2010
- Albert Camus. Fils d'Alger, Fayard, coll. « Biographie », 2010
- Saint Jean-Paul II, Plon, 2011
- Saint-Exupéry. Histoire d'une vie, Flammarion, 2012
- Les Trésors du Petit Prince, Gründ, 2014
- Rimbaud, dernière saison, éditions de l'Amandier, 2015
- Saint-Exupéry dans la guerre, Le Rocher, 2018
- L'exil est vaste mais c'est l'été, le roman de Dora et Picasso, Fayard, 2019
- Jean-Paul II, vie et mort d'un géant, le livre du centenaire, éditions du Signe, 2020
- De l'or dans la nuit de Vienne, selon Klimt, ateliers Henry Dougier, 2021
- Albert Camus et la guerre d'Algérie, Le Rocher, 2022
- Un été à Long Island, quand Saint Exupéry écrivait Le Petit Prince, L'Observatoire, 2022
- Les amours de Saint Exupéry, Alain Vircondelet raconte Saint Exupéry, Alisio, 2024
- Le dernier secret de Marguerite Duras, Ecriture, 2024

### Essais, documents et albums
- Marguerite Duras : un essai, une biographie, Seghers, 1972
- La Poésie fantastique française, Seghers, 1973
- Alger l'amour, Presses de la Renaissances, 1982
- Le Monde merveilleux des images pieuses, Hermé, 1988
- La Cuisine de là-bas, Hermé, 1989
- Antoine de Saint-Exupéry, Julliard, coll. « écrivain / écrivain », 1994
- Pour Duras, Calmann-Lévy, 1995
- « Je vous salue, Marie » : représentations populaires de la Vierge, éditions du Chêne, 1996
- Huysmans, entre grâce et péché, Beauchesne, 1997
- Duras, Dieu et l'écrit, éditions du Rocher, 1998
- Marguerite Duras et l'émergence du chant, La Renaissance du Livre, 2000
- Les Chats de Balthus, Flammarion, 2000
- Lettres du dimanche. Consuelo de Saint-Exupéry, Plon, 2001
- Bernadette. Celle qui a vu, essai, éditions Desclée de Brouwer, 2002
- Nulle part qu'à Venise, Plon, 2003
- Les Enclos bretons. Chefs-d'œuvre de l'art populaire, Flammarion, 2003
- Venise, beau livre, Flammarion, 2006
- Venise ou l'innocence retrouvée, beau livre, Somogy éditions d'art, 2007
- Alger Alger, Elytis, 2008
- Venise. Art et architecture, beau livre, Flammarion, 2008
- Venise et son histoire, beau livre, Flammarion, 2008
- Venise. Un art de vivre, beau livre, Flammarion, 2008
- L'Antiquité rêvée : Innovations et résistances au XVIIIe siècle, TTM éditions, 2010
- C'était notre Algérie, éd. L'Archipel, 2011
- Les Couples mythiques de l'art, Beaux-Arts éd., 2011
- La Traversée, éd. First, 2011
- Le Grand Guide de Venise, beau livre, éditions Eyrolles, 2012
- Rencontrer Marguerite Duras, éd. Mille et une nuits, 2014
- Alger d'hier et de toujours, photographies Jean-Pierre Stora, éditions de l'Archipel, 2015
- Le Paris de Duras, éditions Alexandrines, 2015
- Le Paris de Sagan, éditions Alexandrines, 2015
- Renaissance de Saint-Exupéry (dir.), éditions Écriture, 2016
- L'art jusqu'à la folie, Camille Claudel, Séraphine de Senlis, Aloïse Corbaz, Éditions du Rocher, 2016
- Amours fous, passions fatales. 30 biographies d'artistes, Beaux Arts éditions, 2017
- Le Paris de Picasso, éditions Alexandrines, 2019
- Dans les pas de Toulouse-Lautrec, nuits de la Belle Époque, éditions du Signe, 2019
- Notre-Dame de Paris, l'Éternelle, éditions du Signe, 2019

#### Collectif
- Nouvelles du couple (avec Samuel Dock, Rebecca Wengrow, Hafid Aggoune, Jérôme-Arnaud Wagner, Stéphanie Le Bail, Frank Bertrand, Erwin Zirmi, Marie Plessis, Valérie Bonnier, 163 p., éditions France-Empire, 2014  (ISBN 978-2-70481-255-4)

### Romans
- Bonaventure, éditions Stock, 1977
- Amore Veneziano (Un amour à Venise), Stock, 1979
- Tant que le jour te portera, Albin Michel 1983
- La Vie la vie, Albin Michel, 1985 ; rééd., éditions Écriture, 2012
- Le Petit Frère de la nuit, Albin Michel, 1987
- Maman la blanche, Albin Michel, 1992
- La Tisserande du Roi Soleil, Flammarion, 1992
- Naissance d'un père, éditions du Rocher, 1993
- Devenir Venise, éditions Lattès, 1994
- Là-bas. Souvenirs d'une Algérie perdue, Le Chêne, 1996
- Mortelle amiante, récit, éditions Anne Carrière, 1998
- La Terreur des chiens, éditions du Rocher, 1999
- La Maison devant le monde, Desclée de Brouwer, 2000
- Journal de résistance d'un chrétien dans le monde, Flammarion, 2003
- Cet été-là, de braise et de cendres, Fayard, 2016
- Guernica 1937, Flammarion, 2018
- Et nos larmes seront des chants, Fayard, 2024

### Poésie
- Des choses qui ne font que passer, L'Enfance des arbres, 2022
- Éloge des herbes quotidiennes, Le Rocher, 2006
- Extase de Tolède, Le Rocher, 1998
- Vivre en poésie, entretiens avec Eugène Guillevic, en collaboration avec Lucie Albertini, Stock, 1980 ; rééd. Le Temps des cerises, 2007
- Anthologie de la poésie fantastique française, Seghers, 1973
- Poèmes pour détruire, préface de Marguerite Duras, Pierre-Jean Oswald, 1973

## Théâtre
- Séraphine de Senlis , dramatique, France Culture, réalisation Michel Sidoroff, 27 janvier 1989, interprète Christiane Cohendy
- Une chambre au-dessus de la mer, montage de textes de Marguerite Duras, Trouville-sur-Mer, Hall des Roches Noires, interprète Macha Méril, 3 octobre 2019
- Sorcière, montage de textes de Marguerite Duras, Théâtre de Poche Montparnasse, interprété par Macha Méril, mise en scène Stéphane Druet, 15 septembre-18 octobre 2020